# Enfants pêchant des crevettes
Pour plus de détails, voir Fiche technique et Distribution.
Enfants pêchant des crevettes est un court métrage documentaire muet français réalisé par Alexandre Promio en 1896 et produit par la Société Lumière.

## Description
Des enfants pêchent des crevettes avec une épuisette dans une flaque d'eau sur une plage en Angleterre, sous la surveillance des parents.

## Fiche technique
- Titre original : Enfants pêchant des crevettes
- Titre aux États-Unis : Children Digging for Clams
- Réalisation : Alexandre Promio
- Production : Société Lumière
- Lieu de tournage :Une plage en Angleterre
- Pays d'origine : France
- Vue no  : 45
- Genre : Documentaire
- Format : Court métrage — Muet — Noir et blanc - 1,30:1
- Durée : 46 s
- Date de réalisation : 1896
- Dates de sortie :
  -  France :  20 septembre 1896 à Lyon
  -  France :  7 novembre 1896 à Nîmes sous le titre Les Pêcheuses de crevettes

## Sources
- Catalogue Lumière, « Enfants pêchant des crevettes » (consulté le 11 février 2024).